# Gottfried IV. (Eppstein)
Gottfried IV. von Eppstein (* etwa 1291 ; † vor 1342 bzw. zwischen dem 9. November 1341 und dem 3. Juni 1342) war ein Adliger der jüngeren Linie des Hauses Eppstein. Die Eppsteiner, denen im Spätmittelalter der Aufbau einer der bedeutendsten Adelsherrschaften in Hessen gelang und die bereits um 1200 reich begütert in Spessart, Taunus und Wetterau waren, waren als Herren hochadlig und stellten im 13. Jahrhundert vier Mainzer Erzbischöfe und Kurfürsten.

## Leben
Gottfried IV. von Eppstein war der Sohn von Siegfried von Eppstein und dessen Frau Isengard von Falkenstein.
Er heiratete
- Jutte[2] (Ort und Datum der Eheschließung unbekannt) und
- Loretta von Daun zu Oberstein (Ort unbekannt, Heirat vor 20. Mai 1317[1] bzw. zwischen 1314 und dem 20. Mai 1317[5][6])

Aus der Ehe mit Loretta von Daun zu Oberstein  gingen folgende Kinder hervor:
- Gottfried V. von Eppstein (* etwa 1318; † zwischen dem 4. August 1336 und dem 9. Oktober 1341[1][2])
- Loretta von Eppstein[5] (* 1319[1]; † am 12. März 1353[2] oder im Jahr 1351[1])
- Isengard von Eppstein (* unbekannt; † im Jahr 1365)[2]

Unter Gottfried IV. erhielt Eppstein im Jahr 1318 als erste Stadt im jetzigen Main-Taunus-Kreis die Stadtrechte verliehen. Obwohl seit 1220/1231 auch Fürsten Markt- und Befestigungsrechte verleihen durften, bat Gottfried IV. den damaligen römisch-deutschen König und späteren Kaiser des Heiligen Römischen Reiches, Ludwig den Bayern, um die Stadtrechte für Eppstein. Die entsprechende Urkunde wurde am 30. November 1318 in Oppenheim ausgestellt.